# Kouame Sereba
Kouame G(erard) Sereba (* in Abidjan) ist ein ivorischer World- und Jazzmusiker. Er spielt Maultrommel (Dodo), Djembé und Kalimba und tritt auch als Sänger auf.
Sereba wurde als Kind in die traditionelle Musik seines Landes eingeführt. Er wurde in Afrika ein sehr populärer Musiker, der zwanzigjährig unter anderem in Mali, Niger, Nigeria, Kamerun, der Zentralafrikanischen Republik, Sudan und Ägypten auftrat. Seit 1983 lebt er in Norwegen.
Hier wurde er durch das Album Fra Senegal til Setesdal (1997) bekannt, an der er neben Kirsten Bråten Berg, Bjørgulv Straume und dem Senegalesen Solo Cissokho mitwirkte. 1984 gründete er mit seinem Bruder Raymond Sereba die Gruppe Zikalo, 1995 mit dem Saxophonisten Rolf Erik Nystrøm die Gruppe Dozo.
Sereba unternahm Tourneen durch Japan, England, Deutschland, Südafrika, Grönland und Island. 2003 erhielt er den Preis zum 75. Jubiläum der norwegischen Aufführungsrechte-Organisation TONO.

## Diskographie
- Dodo
- Kilimanjaro
- Olaway Partrol
- Kaké mit Steinar Ofsdal und Becaye Aw, 2005